# Новозаїмська
Новоза́їмська (рос. Новозаимская) — присілок у складі Заводоуковського міського округу Тюменської області, Росія.
Населення — 173 особи (2010, 192 у 2002).
Національний склад станом на 2002 рік:
- росіяни — 86 %